# Георгієнь
Георгієнь, Георгієні (рум. Gheorghieni) — село у повіті Клуж в Румунії. Входить до складу комуни Феляку.
Село розташоване на відстані 314 км на північний захід від Бухареста, 9 км на південний схід від Клуж-Напоки.

## Населення
За даними перепису населення 2002 року у селі проживали 1077 осіб.
Національний склад населення села:
| Національність | Кількість осіб | Відсоток |
| -------------- | -------------- | -------- |
| угорці         | 961            | 89,2%    |
| румуни         | 109            | 10,1%    |
| цигани         | 6              | 0,6%     |

Рідною мовою назвали:
| Мова      | Кількість осіб | Відсоток |
| --------- | -------------- | -------- |
| угорська  | 962            | 89,3%    |
| румунська | 115            | 10,7%    |